# Oskar Cyms
Oskar Cyms (ur. 26 lipca 2000 w Nowem) – polski piosenkarz i autor tekstów.

## Życiorys
Pochodzi z miejscowości Nowe w województwie kujawsko-pomorskim. W dzieciństwie uczęszczał na zajęcia chóru oraz uprawiał karate, jednak z czasem porzucił sport na rzecz muzyki. W okresie nauki w liceum śpiewał w zespole kościelnym i dorabiał, pracując w drogerii i na infolinii szczepionkowej oraz zbierając winogrona we Francji. Absolwent II Liceum Ogólnokształcącego im. Króla Jana III Sobieskiego w Grudziądzu. Ukończył studia na kierunku informatyka i ekonometria.
W 2020 wziął udział w konkursie Talentobranie. Na początku kariery śpiewał zarobkowo na ulicach Sopotu. Poza tym nagrywał autorskie covery piosenek innych wykonawców, które publikował na własnym kanale na platformie YouTube. Wkrótce zaczął publikować treści także w aplikacji TikTok, na której zaczął zdobywać rozpoznawalność. Za sprawą nagrań został dostrzeżony przez menedżera muzycznego Dominika Borkowicza, który zaproponował mu współpracę. W 2021 roku wydał swój debiutancki singiel „Tyle bym dał”. W 2022 roku wydał singiel „My Girl”, który znalazł się na ścieżce dźwiękowej filmu 365 dni: Ten dzień.
Ogólnopolską rozpoznawalność zdobył po wydaniu singla „Daj mi znać” (2022), za który odebrał certyfikat platynowej płyty. Wiosną 2023 roku zwyciężył w finale 18. edycji programu rozrywkowego telewizji Polsat Twoja twarz brzmi znajomo, a w sierpniu wystąpił z utworem „Niech mówią” podczas koncertu #Great Moments na Top of the Top Sopot Festival 2023 i podczas koncertu Magiczne zakończenie wakacji 2023 w Kielcach, na którym zwyciężył w plebiscycie na przebój lata Radia Zet i Polsatu. W listopadzie tego samego roku wydał debiutancki album pt. Nigdy wcześniej i rozpoczął promocyjną trasę koncertową. 
W styczniu 2024 roku miał premierę singel „Do gwiazd” nagrany w duecie z Carlą Fernandes, który promował film Akademia pana Kleksa. W sierpniu tego samego roku z utworem „Cały czas” wygrał Bursztynowego Słowika podczas Top of the Top Sopot Festiwalu 2024. Do końca roku wydał jeszcze dwa single „Nie musisz się bać” i „Dom” zwiastujące jego kolejną płytę. W 2025 roku opublikował kolejne single „Co noc” i „No co Ty” oraz wydał drugi album studyjny Szkic i kontury.

## Dyskografia
Albumy studyjne
| Rok  | Dane dot. albumu | Najwyższa pozycja na liście |
| Rok  | Dane dot. albumu | POL                         |
| ---- | --- | --------------------------- |
| 2023 | Nigdy wcześniej - Data: 17 listopada 2023 - Wytwórnia: DB4Management, Warner Music Poland - Format: CD, digital download, streaming | 9                           |
| 2025 | Szkic i kontury - Data: 15 maja 2025 - Wytwórnia: DB4Management, Warner Music Poland - Format: CD, digital download, streaming      | 3                           |

Single
| Rok                                                      | Tytuł                                  | Najwyższa pozycja na liście | Certyfikat             | Sprzedaż       | Album                                    |
| Rok                                                      | Tytuł                                  | POL (airplay)               | Certyfikat             | Sprzedaż       | Album                                    |
| -------------------------------------------------------- | -------------------------------------- | --------------------------- | ---------------------- | -------------- | ---------------------------------------- |
| 2021                                                     | „Tyle bym dał”                         | –                           |                        |                | –                                        |
| 2022                                                     | „My Girl”                              | –                           |                        |                | 365 dni: Ten dzień (ścieżka dźwiękowa)   |
| 2022                                                     | „Daj mi znać”                          | 4                           | - POL: platynowa płyta | - POL: 50 000+ | Nigdy wcześniej                          |
| 2022                                                     | „All I Have”                           | –                           |                        |                | –                                        |
| 2023                                                     | „Nic więcej”                           | 15                          |                        |                | Nigdy wcześniej                          |
| 2023                                                     | „Niech mówią”                          | 3                           | - POL: platynowa płyta | - POL: 50 000+ | Nigdy wcześniej                          |
| 2023                                                     | „Na niebie”                            | 2                           | - POL: platynowa płyta | - POL: 50 000+ | Nigdy wcześniej                          |
| 2023                                                     | „Chcesz pobyć sam” (oraz Wersow)       | –                           |                        |                | Wersow Store                             |
| 2023                                                     | „Bezpowrotnie”                         | –                           |                        |                | Cały ten seks (ścieżka dźwiękowa)        |
| 2023                                                     | „Nigdy wcześniej”                      | 13                          | - POL: złota płyta     | - POL: 25 000+ | Nigdy wcześniej                          |
| 2024                                                     | „Do gwiazd” (oraz Carla Fernandes)     | 3                           | - POL: platynowa płyta | - POL: 50 000+ | Akademia Pana Kleksa (ścieżka dźwiękowa) |
| 2024                                                     | „Cały czas”                            | 3                           |                        |                | Szkic i kontury                          |
| 2024                                                     | „Moja i twoja nadzieja” (#RazemDlaWas) | 68                          |                        |                | –                                        |
| 2024                                                     | „Nie musisz się bać”                   | 6                           |                        |                | Szkic i kontury                          |
| 2024                                                     | „Dom”                                  | –                           |                        |                | Szkic i kontury                          |
| 2025                                                     | „Co noc”                               | 1                           |                        |                | Szkic i kontury                          |
| 2025                                                     | „Szkic i kontury”                      | –                           |                        |                | Szkic i kontury                          |
| 2025                                                     | „No co Ty”                             | 3                           |                        |                | Szkic i kontury                          |
| „–” oznacza, że singel nie był notowany na danej liście. |                                        |                             |                        |                |                                          |

## Nagrody i nominacje
| Konkurs                          | Rok  | Kategoria          | Tytułem                            | Rezultat  | Źródło |
| -------------------------------- | ---- | ------------------ | ---------------------------------- | --------- | ------ |
| On Air Music Awards              | 2025 | Zespół/Duet Roku   | „Do gwiazd” (oraz Carla Fernandes) | Wygrana   | [ 18 ] |
| On Air Music Awards              | 2025 | Pop                | „Do gwiazd” (oraz Carla Fernandes) | Wygrana   | [ 18 ] |
| On Air Music Awards              | 2025 | Artysta Roku       | –                                  | Nominacja | [ 18 ] |
| On Air Music Awards              | 2025 | Przebój Roku       | „Cały czas”                        | Wygrana   | [ 18 ] |
| Przebój lata Radia Zet i Polsatu | 2023 | Przebój lata       | „Niech mówią”                      | Wygrana   | [ 9 ]  |
| Top of the Top Sopot Festival    | 2024 | Bursztynowy Słowik | „Cały czas”                        | Wygrana   | [ 11 ] |